# Апу (божество)
Апу или Апо — божество в пантеоне богов мифологии инков олицетворяющее духов гор, которые защищают местных жителей в высокогорьях. Божество до сих пор почитается коренным населением в некоторых районах Перу, Боливии, Эквадора и Чили. 

## Значения
На языке кечуа Apu (A-pu) означает «Господь».
В зависимости от контекста слово «Апу» в мифологии инков имеет разные значения:
- Божество или высшее существо, дух священной горы, самый сильный из всех духов природы[2].
- Священные горы, которые являются домом предков.
- Авторитетный человек, начальник. Один из четырёх высших должностных лица Империи Инков которые формировали имперский совет и высший суд империи. Этот термин традиционно используется в качестве почтительного обращения, например: Атахуальпа Апу-Инка или одно из имён божества Виракоча — Апу Кун Тикси Виракутра.
- «Мощный», «сильный», «богатый» (в значении прилагательного).
- Духи в горах, живущие в средних и высших мирах и защищающие людей.

### Статьи
- Куприенко C. А., Ракуц Н. В. К вопросу о реформировании культа и храмового хозяйства в инкской империи (Перу, XV в.) // Латинская Америка : журнал. — М., 2013. — Вып. 4. — С. 72-82. — ISSN 0044-748X.